# David Brown (imprenditore)
Sir David Brown (Huddersfield, 10 maggio 1904 – Principato di Monaco, 3 settembre 1993) è stato un imprenditore britannico attivo nel campo dei trasporti. È famoso per essere stato proprietario della Casa automobilistica Aston Martin.

## Biografia
Brown nacque a Huddersfield, Yorkshire. 
Dopo aver frequentato la King James's Grammar School, Almondbury e la Rossall School a Rossall (Fleetwood, Lancashire) iniziò come apprendista nell'azienda di famiglia, la David Brown Gear Company Ltd., fondata da suo nonno, che si chiamava come lui. Diventò direttore della società alla morte del padre Percy, nel 1931.
Originariamente la ditta fabbricava cambi, ma dal 1939 iniziò a costruire trattori. Durante la seconda guerra mondiale l'azienda produsse il David Brown VAK1, un trattore venduto in 7.700 esemplari che fece la fortuna dell'imprenditore britannico. Nel 1972 il dipartimento della David Brown Limited che si occupava di trattori fu venduto alla Case.
Nel 1947 acquistò la Aston Martin per 20.500 sterline e, l'anno successivo, la Lagonda per 52.500 sterline. Nel 1955 acquisì anche la Tickford. La serie di vetture Aston Martin con sigla “DB”, incluse la DB2, la DB3, la DB4, la DB5 (famosa per essere l'auto di James Bond), la DB6, la DB7, la DB9 e la DBS (Quest'ultima presente nel film Agente 007 - Al servizio segreto di Sua Maestà e nella serie televisiva Attenti a quei due), richiamava le iniziali di David Brown. Ironicamente, mentre fu alla testa della Aston Martin, usava un prodotto rivale, una Jaguar XJ Series I, come macchina personale. Nel 1972 vendette la Aston Martin a causa di difficoltà economiche.
Fu avventuriero e proprietario di cavalli da corsa, giocò a polo socio del Ham Polo Club, guidò auto e moto da corsa. Divenne cavaliere nel 1968. David Brown si sposò tre volte, con Daisy Muriel Firth nel 1926, con Marjorie Deans (la sua segretaria) nel 1955 e con Paula Benton Stone nel 1980. Ebbe due figli, David ed Angela; entrambi furono impiegati nell'azienda di famiglia. Angela sposò il pilota George Abecassis. David Brown morì nel settembre del 1993, cioè otto anni prima che la David Brown Ltd. fosse acquisita dalla Textron.